# Waruno Mahdi
Waruno Mahdi (ur. 25 maja 1943 w Bogorze) – indonezyjski językoznawca; specjalista od kultur i języków malajskich. Do jego zainteresowań naukowych należą: historia językowo-kulturowa Indonezji, morfosyntaktyka indonezyjskiego/malajskiego, austronezystyka historyczna i lingwistyka porównawcza Azji Południowo-Wschodniej. Położył zasługi na polu językoznawstwa malajskiego oraz badań języków i społeczeństw Indonezji. 
Autor książek i prac dotyczących obszaru językowego Azji Południowo-Wschodniej. W swojej działalności badawczej zajmował się porównywaniem języka malajskiego i pokrewnych języków (malgaskiego i języków polinezyjskich). Na podstawie badań lingwistycznych określał przebieg migracji grup etnicznych oraz ich rozwoju społecznego i kulturowego. Zainteresował się także interakcjami kultur austronezyjskich z europejskimi kulturami językowymi, analizując m.in. zapożyczenia indonezyjskie w języku niemieckim.
Większość życia spędził za granicą. W latach 1960–1965 studiował chemię w Moskwie. W 1965 r. jego indonezyjski paszport został unieważniony z przyczyn politycznych. W 1978 r. został zatrudniony w Fritz-Haber-Institut, gdzie pracował przez 30 lat; w 2000 r. uzyskał obywatelstwo niemieckie. Z powodów zdrowotnych musiał zrezygnować z doktoratu w zakresie lingwistyki.
Włada kilkoma językami: indonezyjskim, angielskim, niderlandzkim, niemieckim i rosyjskim.

## Twórczość
Publikacje książkowe
- 1988: Morphophonologische Besonderheiten und historische Phonologie des Malagasy, Veröffentlichungen des Seminars für indonesische und Südseesprachen der Universität Hamburg 20. Berlin / Hamburg: Reimer (ISBN 978-3-496-00933-7).
- 2007: Malay Words and Malay Things: Lexical Souvenirs from an Exotic Archipelago in German Publications before 1700, Frankfurter Forschungen zu Südostasien 3. Wiesbaden: Harrassowitz Verlag (ISBN 978-3-447-05492-8).